# Nyctobia eastmani
Nyctobia eastmani là một loài bướm đêm trong họ Geometridae.